# Полет 93 на „Юнайтед Еърлайнс“
Полет 93 на „Юнайтед Еърлайнс“ е вътрешен пътнически полет, отвлечен от четирима терористи от „Ал-Кайда“ сутринта на 11 септември 2001 г. като част от атаките от 11 септември. Похитителите планират да разбият самолета в сграда на федералното правителство в националната столица Вашингтон, окръг Колумбия. Мисията се превръща в частичен провал, когато пътниците отвръщат на удара и принуждавават терористите да разбият самолета в окръг Съмърсет, Пенсилвания, като им попречват да достигнат до предвидената цел на „Ал-Кайда“, но това убива всички на борда на полета. Участващият самолет, „Боинг 757-222“ с 44 пътници и екипаж, изпълнява ежедневен сутрешен полет на „Юнайтед Еърлайнс“ от Ню Джърси до Сан Франциско, което го прави единственият самолет отвлечен този ден, който не лети за Лос Анджелис.
44 минути след началото на полета похитителите убиват един пътник, нахлухават в пилотската кабина и се борят с пилотите, докато на земята слушат случващото се. Зиад Джара, който е обучен за пилот, поема контрола над самолета и го отклонява обратно към източното крайбрежие в посока окръг Колумбия. Халид Шейх Мохамед и Рамзи бин ал-Шибх, смятани за главни подбудители на атаките, твърдят, че планираната цел е сградата на Капитолия на САЩ.
Самолетът закъснява с 42 минути, когато напуска пистата в 08:42 ч. Решението на похитителите да изчакат още 46 минути за да започнат атаката си, означава, че хората, държани като заложници в полета, много бързо научават, че вече са извършени самоубийствени атаки от отвлечени самолети срещу кулите близнаци в комплекса на Световния търговски център в Ню Йорк, както и срещу Пентагона. До 9:57 ч., само 29 минути след като самолетът е отвлечен, пътниците вземат решение да отвърнат на удара в опит да поемат контрол над самолета. В последвалата битка самолетът пада с носа си в поле близо до рекултивирана мина в Пенсилвания на около 105 km югоизточно от Питсбърг и 210 km северозападно от столицата.
Полет 93 на „Юнайтед Еърлайнс“ е четвъртият и последен пътнически самолет превзет от терористи на 11 септември, и единственият, който не достига цел, набелязана от „Ал-Кайда“. Отвличането трябва да бъде координирано с това на полет 77 на „Американ Еърлайнс“, който удря Пентагона по-малко от 26 минути преди катастрофата на полет 93. В близост до мястото на катастрофата е построен временен мемориал скоро след атаките. Изграждането на постоянен национален мемориал на полет 93 е посветен на 10 септември 2011 г., а центърът за посетители от бетон и стъкло (разположен на хълм с изглед към мястото) е открит точно четири години по-късно.